# Xiaoman, Gansu
Xiaoman (kinesiska: 小满) är en köping i nordvästra Kina. Den ligger i stadsdistriktet Ganzhou i staden Zhangye i provinsen Gansu, omkring 440 kilometer nordväst om provinshuvudstaden Lanzhou. 